# James Hamilton, 2.º Duque de Abercorn
James Hamilton, 2.º Duque de Abercorn (24 de agosto de 1838 – 3 de junho de 1913), intitulado Visconde Hamilton até 1868 e Marquês de Hamilton de 1868 a 1885, foi um nobre britânico, cortesão e diplomata. Era filho de James Hamilton, 1.º Duque de Abercorn, e de Louisa Jane Russell. 

## Biografia
O Lorde Hamilton nasceu em 1838 em Brighton, o filho mais velho de James Hamilton, segundo marquês e mais tarde primeiro Duque de Abercorn, e da sua esposa Louisa Jane Russell, segunda filha de John Russell, 6.º Duque de Bedford.
Foi educado, como o pai, na Harrow e na Christ Church, Oxford, onde se matriculou a 28 de maio de 1857. Após graduar-se em Oxford com um BA em 1860, entrou para o Parlamento como deputado Conservador pelo Condado de Donegal, uma circunscrição que representou de 1860 a 1880. Assumiu o cargo de Coronel Honorário da Milícia do Príncipe de Gales em Donegal a 22 de setembro de 1860, e manteve a posição até 1891, quando o seu irmão Lorde Claud Hamilton (que tinha sido o comandante do regimento) assumiu.   
Após servir como High Sheriff de Tyrone em 1863, o Visconde Hamilton voltou à universidade e obteve um M.A. em 1865 (foi feito Companheiro da Ordem da Jarreteira no mesmo ano). Nesse ano, também embarcou numa missão diplomática para Dinamarca. Serviu como Lorde do Quarto de Cama do Príncipe de Gales de 1866 a 1885; neste último ano, assumiu a posição de Lorde Tenente do Condado de Donegal do seu pai, herdando os títulos de nobreza dele.   
Ele liderou a resposta dos Lordes ao Discurso do trono, vestindo o uniforme de Lorde Tenente de Donegal a 21 de janeiro de 1886. Foi escolhido Grão-Mestre da Grande Loja da Irlanda em 1886, cargo que ocupou até à sua morte. Em 1887, foi nomeado para o Conselho Privado da Irlanda.  
Abercorn ocupou vários cargos após ascender a esse título, incluindo Groom of the Stole do Príncipe de Gales (1886–1891) e presidente da British South Africa Company. No início de 1901, foi nomeado pelo Rei Eduardo para liderar uma missão diplomática especial para anunciar a ascensão do Rei aos governos da Dinamarca, Suécia, Noruega, Rússia, Alemanha e Saxônia.  
Faleceu de pneumonia na sua casa na 61 Green Street, Mayfair, aos 74 anos e foi sepultado no cemitério da Igreja Paroquial de Baronscourt, o local de sepultamento tradicional dos Duques de Abercorn e das suas famílias.  
Em 1883, possuía 76.500 acres em Tyrone e Donegal. Também possuía 2.100 acres na Escócia.

## Casamento e descendência
Em 1869, casou com Mary Anna Curzon-Howe (1848–1929), filha de Anne Gore (antes de 1832–1877), filha do Almirante Sir John Gore (faleceu em 1836) e de Richard Curzon-Howe, 1.º Conde Howe (1796–1870). Juntos, tiveram duas filhas e sete filhos:  
- James Hamilton, 3.º Duque de Abercorn (1869–1953);
- Claud Penn Alexander Hamilton (18 de outubro de 1871 – 18 de outubro de 1871), faleceu no mesmo dia;
- Charlie Hamilton (10 de abril de 1874 – 10 de abril de 1874), faleceu no mesmo dia;
- Alexandra Phyllis Hamilton (1876–1918), que teve Alexandra, Princesa de Gales como madrinha no seu batismo. Faleceu quando o RMS Leinster foi torpedeado por um submarino alemão e afundou. Não contraiu matrimónio;
- Claud Francis Hamilton (25 de outubro de 1878 – 25 de dezembro de 1878), faleceu com dois meses;
- Gladys Mary Hamilton (1880–1917), que em 1902 casou com Ralph Francis Forward-Howard, 7.º Conde de Wicklow (1877–1946). Ela foi a sua primeira esposa, e juntos tiveram um filho;
- Arthur John Hamilton (1883–1914), que foi Deputy Master of the Household a partir de 1913, Capitão nos Irish Guards e foi morto em combate na Primeira Batalha de Ypres;
- Filho natimorto (31 de outubro de 1886);[5]
- Claud Nigel Hamilton (1889–1975), Capitão nos Grenadier Guards, lutou na Primeira Guerra Mundial e serviu na casa do Rei Jorge V, sua viúva e Rainha Isabel II como Deputy Master of the Household, como Extra Equerry, como Equerry in Ordinary e como Comptroller, Tesoureiro. Em 1933, casou com Violet Ruby Ashton. Não tiveram filhos.

## Honras e armas
Britânicas
- CB: Companheiro da Banheira (divisão civil), 1865
- KG: Cavaleiro da Jarreteira, 10 de agosto de 1892[6]

Estrangeiras
- Áustria-Hungria:  
  - Comandante da Ordem Imperial de Leopoldo, 1881[8]
  - Ordem da Coroa de Ferro
- Dinamarca: S.K.: Grande Cruz do Dannebrog, 10 de março de 1888[9]
- Império Russo: Ordem de Santa Ana